# Rhypopteryx baliocosma
Rhypopteryx baliocosma är en fjärilsart som beskrevs av Collenette 1953. Rhypopteryx baliocosma ingår i släktet Rhypopteryx och familjen tofsspinnare. Inga underarter finns listade.